# Espins

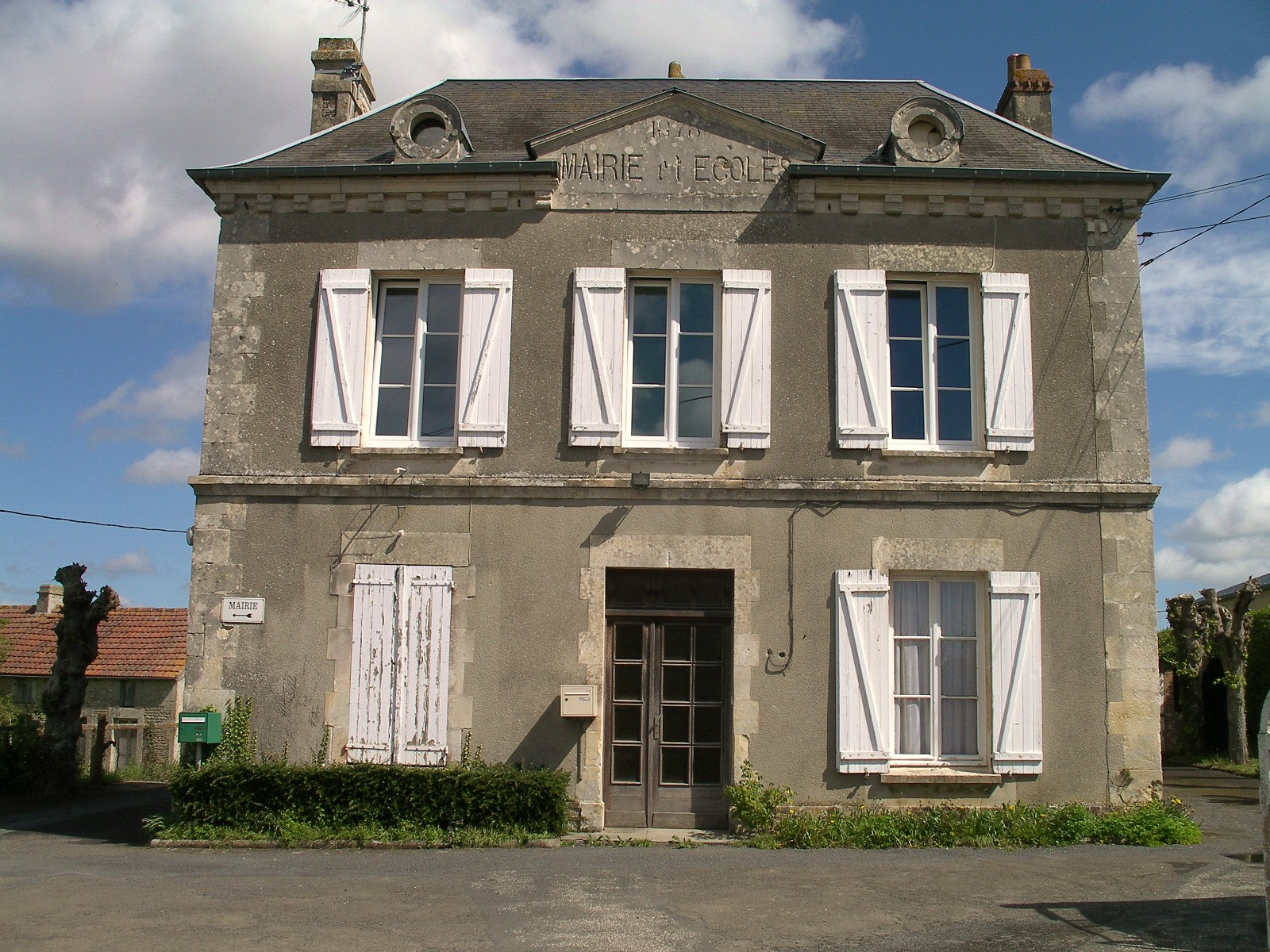
Mairie der Gemeinde

Espins ist eine französische Gemeinde mit 246 Einwohnern (Stand: 1. Januar 2022) im Département Calvados in der Region Normandie. Sie gehört zum Arrondissement Caen und zum Kanton Le Hom.

## Geografie
Espins liegt etwa 20,5 Kilometer nordwestlich von Falaise und 23 km südlich von Caen. Umgeben wird die Gemeinde von:
- Saint-Laurent-de-Condel im Norden,
- Fresney-le-Vieux im Osten,
- Cesny-les-Sources mit Cesny-Bois-Halbout im Südosten und Placy im Süden und Südwesten,
- Croisilles im Westen,
- Les Moutiers-en-Cinglais im Nordwesten.

## Bevölkerungsentwicklung
| Jahr                             | 1793 | 1836 | 1876 | 1926 | 1946 | 1968 | 1990 | 2016 |
| Einwohner                        | 262  | 274  | 267  | 146  | 134  | 158  | 199  | 237  |
| Quelle: Cassini, EHESS und INSEE |      |      |      |      |      |      |      |      |

## Sehenswürdigkeiten
- Pfarrkirche Saint-Pierre aus dem 12. Jahrhundert, Teile aus dem 18./19. Jahrhundert, als Kulturerbe klassifiziert
- „Rathaus-Schule“ von 1878, Kulturerbe
- Lavoir (Waschhaus)

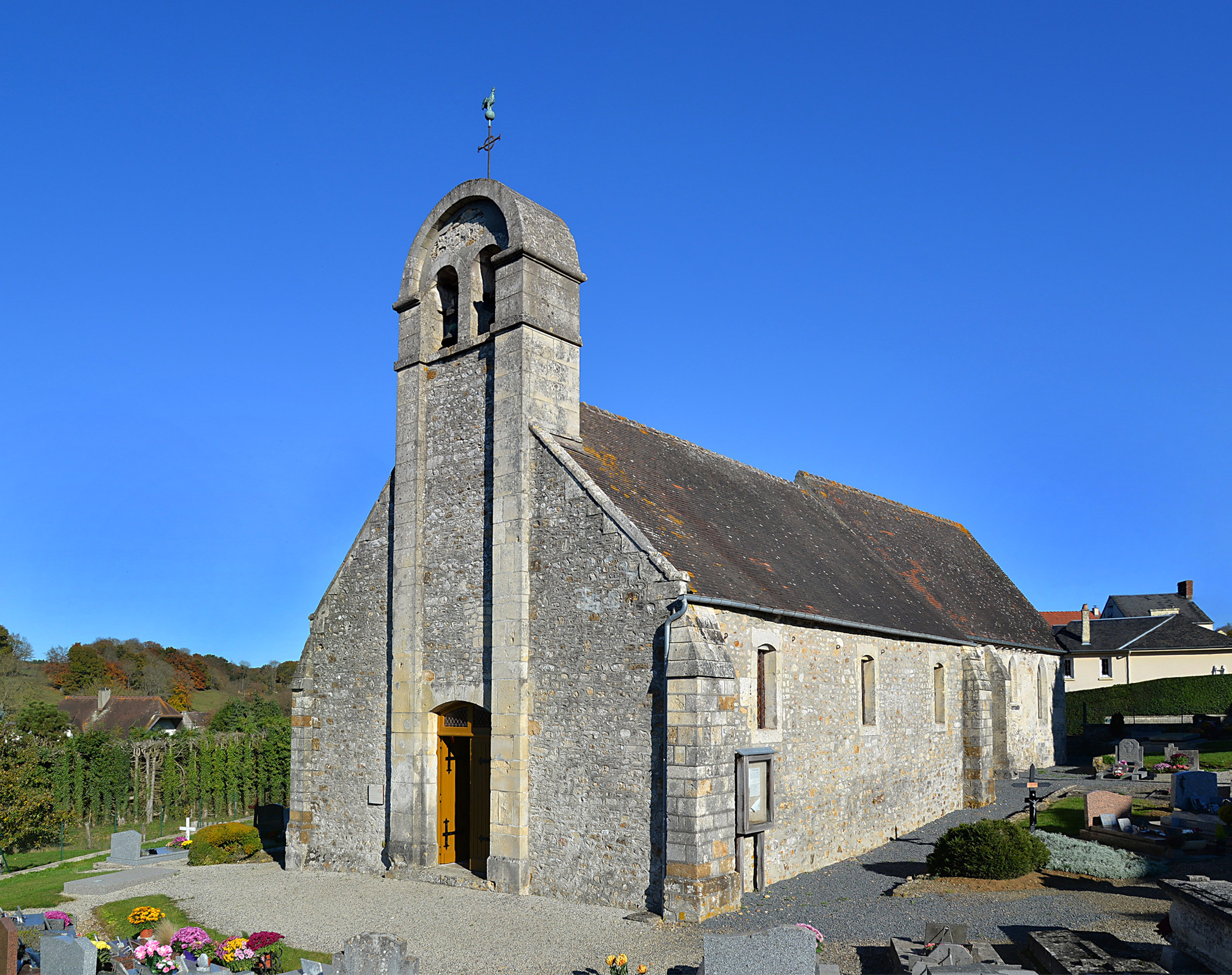
Kirche Saint-Pierre
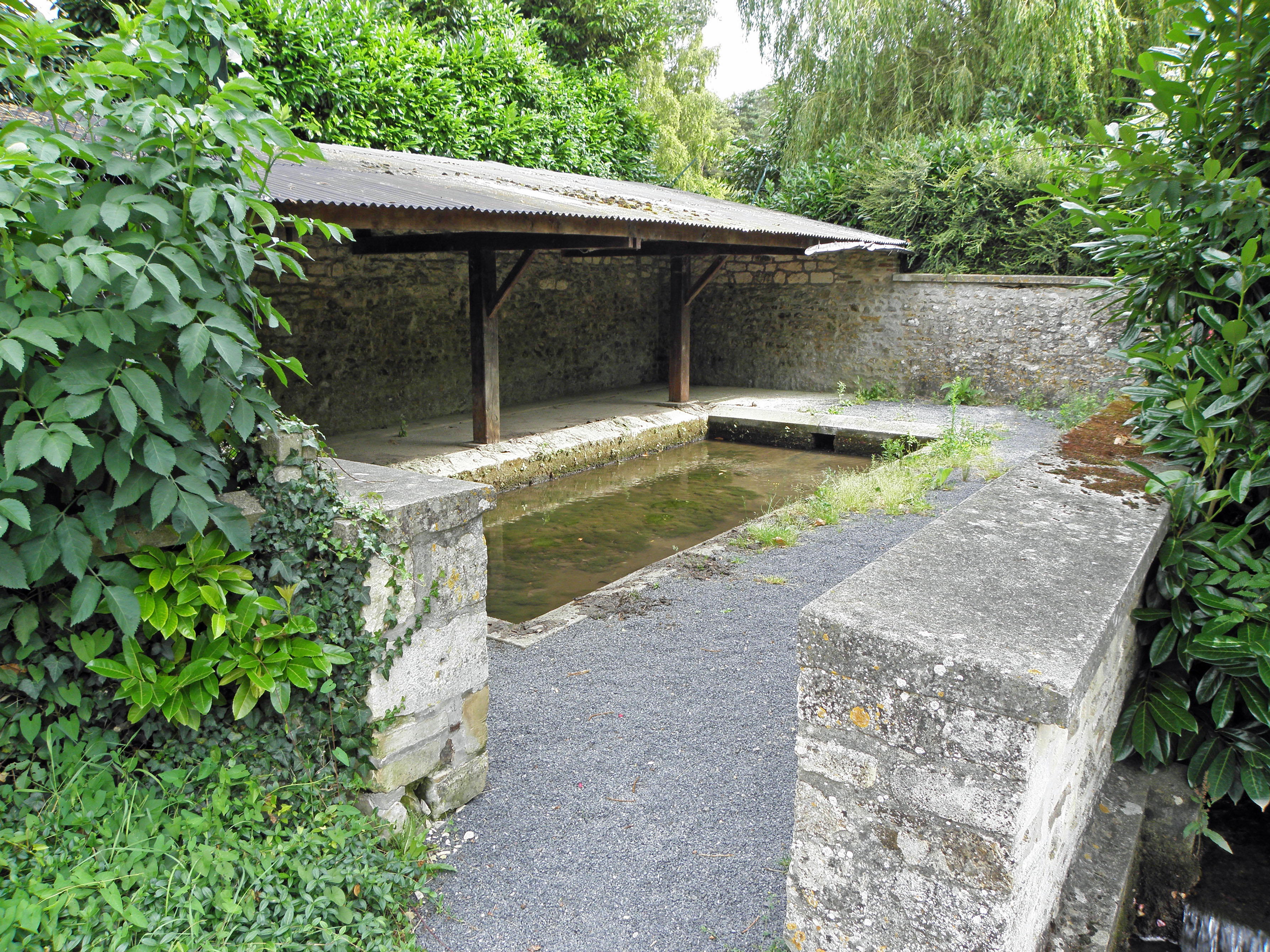
Waschhaus